# میرکندی
میرکندی روستایی است که در استان اردبیل، شهرستان مشگین‌شهر، بخش مرکزی، دهستان مشگین غربی قرار دارد. 

## جمعیت
بر اساس سرشماری سال ۱۳۸۵ جمعیت این روستا ۸۳۸ نفر با ۲۰۰ خانوار بوده‌است.